# Kompassionsfest

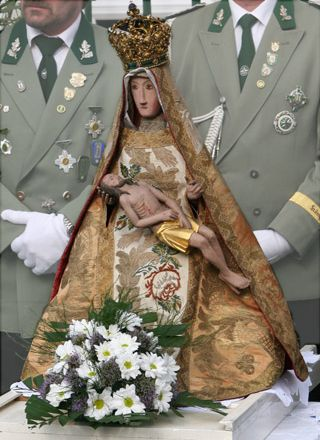
Die Bödinger Pietà bei der Prozession zum Kompassionsfest

Das Fest der Betrübnis und Schmerzen Mariens unter dem Kreuz (lat. Compassio Mariae), kurz auch Kompassionsfest genannt, wurde im liturgischen Kalender der katholischen Kirche am vierten Freitag nach Ostern – das ist der Freitag nach Jubilate – begangen. Das Kölner Provinzialkonzil führte 1423 diesen Gedenktag für die gesamte Kirchenprovinz ein. Das Kompassionsfest wurde und wird nördlich der Alpen heute nur noch in Hennef-Bödingen jährlich gefeiert. Das Festgeheimnis entspricht dem Gedächtnis der Schmerzen Mariens am 15. September.

## Ursprung
Das Kompassionsfest hat seinen Ursprung im Mittelalter. Im 15. Jahrhundert spalteten sich die Anhänger des tschechischen Priesters Jan Hus von der katholischen Kirche ab. Die Folge waren zahlreiche Auseinandersetzungen, zusammengefasst unter dem Begriff der Hussitenkriege. Daraufhin führte der Kölner Erzbischof Dietrich von Moers auf dem Provinzialkonzil 1423 für die ganze Kölner Kirchenprovinz ein Fest der Betrübnis und des Mitleidens Mariens ein, um die Schmerzensmutter zur Sühne der Gräueltaten der Hussitenkriege mit doppeltem Eifer zu verehren. Der Name leitet sich ab von lat. Compassio und bedeutet „Mitleiden“ oder „Mitempfinden“.
Ein Eigenfest war es bereits im 13. Jahrhundert im Orden der Diener Mariens (Serviten), regional wurde es auf Anordnung des Kölner Erzbischofs im Rheinland seit dem Provinzialkonzil 1423 gefeiert. Der Osnabrücker Bischof Konrad III. von Diepholz legte es 1457 auf den 3. Sonntag nach Ostern fest. Papst Benedikt XIII. führte das Fest 1717 für die ganze Kirche ein. Bis ins 19. Jahrhundert wurden die liturgischen Texte verwendet, die Bischof Franz Wilhelm von Wartenberg im Osnabrücker Eigenbrevier von 1652 und den Eigenmessen von 1653 drucken ließ.

## Gegenwart
Heute wird das Kompassionsfest nur noch im Marien-Wallfahrtsort Bödingen bei Hennef im Erzbistum Köln jeweils am 4. Freitag nach Karfreitag (Freitag nach Jubilate) gefeiert, und zwar jährlich seit 1424. Begangen wird es mit einer Prozession, die von der Wallfahrtskirche Zur Schmerzhaften Mutter Gottes durch den Ort Bödingen führt; vor dem Marienheim in der Nähe der Wallfahrtskirche erfolgt dann der feierliche Segen (bis 2018 erfolgte der Segen im Klostergut des ehemaligen Klosters Bödingen). Nur zu diesem Anlass verlässt das Gnadenbild der schmerzhaften Mutter, die Pietà aus der Mitte des 14. Jahrhunderts, seinen Platz im Gnadenaltar von 1750 in der Kirche und wird in der Prozession mitgeführt. Diese Pietà hatte der Einsiedler Christian von Lauthausen nach einer Marienerscheinung in einer Kölner Werkstatt schnitzen lassen.
Der Überlieferung zufolge gab es für die Messfeier am Kompassionsfest Eigentexte, die bis zum Beginn des 19. Jahrhunderts gebraucht wurden, danach aber verlorengingen. Auf Wunsch von Joachim Kardinal Meisner und Weihbischof Klaus Dick forschte man in der Kölner Diözesanbibliothek nach und fand sie in einem alten Messbuch der Erzdiözese Köln wieder. Zu den Eigentexten gehört auch eine Sequenz, die aus dem Jahre 1625 stammt.

## Liste der Kompassionsfeste in Bödingen
| Jahr | Termin    | Zelebrant                                                                                                |
| ---- | --------- | --- |
| 2008 | 18. April | Joachim Kardinal Meisner \| Erzbischof von Köln                                                          |
| 2011 | 20. Mai   | Weihbischof Rainer Maria Woelki                                                                          |
| 2012 | 4. Mai    | Weihbischof Heiner Koch                                                                                  |
| 2013 | 26. April | Weihbischof em. Klaus Dick                                                                               |
| 2014 | 16. Mai   | Weihbischof Dominikus Schwaderlapp                                                                       |
| 2015 | 1. Mai    | Weihbischof Ansgar Puff                                                                                  |
| 2016 | 22. April | Weihbischof em. Klaus Dick                                                                               |
| 2017 | 12. Mai   | Weihbischof em. Manfred Melzer                                                                           |
| 2018 | 27. April | Weihbischof Rolf Steinhäuser                                                                             |
| 2019 | 17. Mai   | Rainer Maria Kardinal Woelki \| Erzbischof von Köln                                                      |
| 2020 | 8. Mai    | Heilige Messe mit Livestream (ohne Gottesdienstbesucher) \| keine Prozession/Feier wg. COVID-19-Pandemie |
| 2021 | 30. April | Pfarrer Hans-Josef Lahr \| Kreisdechant Rhein-Sieg (i. V. v. Weihbischof Ansgar Puff)                    |
| 2022 | 13. Mai   | Weihbischof Ansgar Puff                                                                                  |
| 2023 | 5. Mai    | Rainer Maria Kardinal Woelki \| Erzbischof von Köln                                                      |
| 2024 | 26. April | Rainer Maria Kardinal Woelki \| Erzbischof von Köln                                                      |
| 2025 | 16. Mai   | Weihbischof Dominikus Schwaderlapp                                                                       |